# Куфлан
Куфла́н (фр. Couflens, окс. Conflenç) — коммуна во Франции, находится в регионе Юг — Пиренеи. Департамент коммуны — Арьеж. Входит в состав кантона Уст. Округ коммуны — Сен-Жирон.
Код INSEE коммуны — 09100.

## Население
Население коммуны на 2008 год составляло 84 человека.
| 1962 | 1968 | 1975 | 1982 | 1990 | 1999 | 2008 |
| ---- | ---- | ---- | ---- | ---- | ---- | ---- |
| 103  | 113  | 371  | 262  | 70   | 63   | 84   |

## Экономика
В 2007 году среди 53 человек в трудоспособном возрасте (15—64 лет) 35 были экономически активными, 18 — неактивными (показатель активности — 66,0 %, в 1999 году было 69,0 %). Из 35 активных работали 28 человек (17 мужчин и 11 женщин), безработных было 7 (3 мужчины и 4 женщины). Среди 18 неактивных 2 человека были учениками или студентами, 12 — пенсионерами, 4 были неактивными по другим причинам.